# Jane Fonda
Jane Fonda, ameriška igralka, pisateljica, politična aktivistka, nekdanja modna manekenka in vaditeljica fitnesa, * 21. december 1937, New York, New York, ZDA.

## Življenjepis

### Življenje in delo
Jane Fonda, ali tako imenovana Lady Jayne Seymour Fonda, je postala slavna leta 1960 z vlogama v filmih Barbarella in Cat Ballou. Svojo igralsko upokojitev je napovedala leta 1991, vendar se je vrnila z vlogo v filmu Monster in Law leta 2005. Leta 2007 je igrala v filmu Georgia Rule. Producirala in igrala je tudi v nekaj videih, ki so bili ustvarjeni med letoma 1982 in 1995.
Jane Fonda je bila tudi aktivistka za razne politične probleme. Eden največjih in najbolj spornih je bilo nasprotovanje vietnamski vojni. Protestirala je tudi proti vojni v Iraku in nasilju nad ženskami. Samo sebe je opisala kot libertarko in feministko. Od leta 2001 je Jane Fonda kristjanka. Leta 2005 je objavila svojo avtobiografijo z naslovom My Life So Far, ki so jo izdali v založbi Random House. Trenutno prebiva v Atlanti v Georgii.

### Družina in šolanje
Jane se je rodila 21. decembra 1937 v New Yorku očetu Henryju Fondi, poklicnemu igralcu, in materi Frances Ford Seymour. 23. februarja 1940 se je rodil njen mlajši brat Peter Fonda, ki je prav tako postal igralec. Leta 1950, ko je bila Jane stara 12 let, je njena mati storila samomor med prostovoljnim zdravljenjem v psihiatrični bolnišnici. Kasneje, istega leta, se je njen oče poročil s 23 let mlajšo Susan Blanchart, zakon se je zaključil z ločitvijo. Pri 15 letih se je Jane učila plesa v vasici Fire Island Pines, v zvezni državi New York. Sprejeta je bila na Greenwich Academy v Greenwichu v Connecticutu.
Janina nečakinja je, igralka, Bridget Fonda. 

## Filmske vloge
| Leto | Naslov filma                          | Vloga                     | Opombe |
| ---- | ------------------------------------- | ------------------------- | --- |
| 1960 | Tall Story                            | June Ryder                | / |
| 1962 | Walk on the Wild Side                 | Kitty Twist               | / |
|      | The Chapman Report                    | Kathleen Barclay          | / |
|      | Period of Adjustment                  | Isabel Haverstick         | Nominirana: Golden Globe Award za najboljšo igralko |
|      |                                       |                           | Golden Globe Awards za novo zvezdo-igralko leta |
| 1963 | In the Cool of the Day                | Christine Bonner          | / |
|      | Sunday in New York                    | Eileen Tyler              | / |
| 1964 | Les Félins (Joy House, The Love Cage) | Melinda                   | / |
|      | La Ronde (Circle of Love)             | Sophie                    | / |
| 1965 | Cat Ballou                            | Catherine 'Cat' Ballou    | Nominirana za Golden Globe Award za najboljšo igralko |
| 1966 | The Chase                             | Anna Reeves               | / |
|      | La Curée (The Game Is Over)           | Renee Saccard             | / |
|      | Any Wednesday                         | Ellen Gordon              | Nominirana za nagrado Golden Globe Award za najboljšo igralko |
| 1967 | Hurry Sundown                         | Julie Ann Warren          | / |
|      | Barefoot in the Park                  | Corie Bratter             | Nominirana za nagrado BAFTA Award for Foreign Actress (za najboljšo tujo igralko) |
| 1968 | Spirits of the Dead                   | Contessa Frederica        | / |
|      | Barbarella                            | Barbarella                | / |
| 1969 | Tudi konje streljajo, mar ne?         | Gloria Beatty             | - Kansas City Film Critics Circle Award za najboljšo igralko - New York Film Critics Circle Award za najboljšo igralko - nominirana za nagrado Academy Award za najboljšo igralko - nominirana za BAFTA Award za najboljšo igralko, za glavno vlogo - nominirana za Golden Globe Award za najboljšo igralko                                                                                     |
| 1971 | Klute                                 | Bree Daniels              | - Academy Award za najboljšo igralko - Fotogramas de Plata za najboljšo tujo filmsko izvajalko - Golden Globe Award za najboljšo igralko - Kansas City Film Critics Circle Award za najboljšo igralko - National Society of Film Critics Award za najboljšo igralko - New York Film Critics Circle Award za najboljšo igralko - nominirana za BAFTA Award za najboljšo igralko, za glavno vlogo |
| 1972 | Tout va bien                          | Suzanne                   | / |
| 1973 | Steelyard Blues                       | Iris Caine                | / |
|      | A Doll's House                        | Nora Helmer               | / |
|      |                                       |                           | Golden Globe Henrietta Award, World Film Favorite - Female (Svetovno najljubša igralka) |
| 1976 | The Blue Bird                         | The Night                 | / |
| 1977 | Fun with Dick and Jane                | Jane Harper               | / |
|      | Julija                                | Lillian Hellman           | BAFTA Award za najboljšo igralko, za glavno vlogo David di Donatello za najboljšo tujo igralko Golden Globe Award za najboljšo igralko Nominirana za Academy Award za najboljšo igralko |
| 1978 | Coming Home                           | Sally Hyde                | Academy Award za najboljšo igralko Golden Globe Award za najboljšo igralko Los Angeles Film Critics Association Award za najboljšo igralko |
|      | Comes a Horseman                      | Ella Connors              | / |
|      | California Suite                      | Hannah Warren             | / |
|      |                                       |                           | Golden Globe Henrietta Award, World Film Favorite - Female(Svetovno najljubša igralka) |
| 1979 | The China Syndrome                    | Kimberly Wells            | BAFTA Award za najboljšo igralko, za glavno vlogo Nominirana za Academy Award za najboljšo igralko Nominirana za American Movie Award za najboljšo igralko Nominirana za Golden Globe Award za najboljšo igralko |
|      | The Electric Horseman                 | Alice 'Hallie' Martin     | / |
|      |                                       |                           | Golden Globe Henrietta Award, World Film Favorite - Female(Svetovno najljubša igralka) |
| 1980 | Nine to Five                          | Judy Bernly               | / |
| 1981 | On Golden Pond                        | Chelsea Thayer Wayne      | American Movie Award za najboljšo stransko igralko Nominirana za Academy Award za najboljšo stransko igralko Nominirana za BAFTA Award za najboljšo žensko stransko vlogo Nominirana za Golden Globe Award za najboljšo stransko igralko |
|      | Rollover                              | Lee Winters               | / |
| 1984 | The Dollmaker                         | Gertie Nevels             | Emmy Award za izvrstno, žensko glavno vlogo Nominirana za Golden Globe Award za najboljšo igralko |
|      | Terror in the Aisles                  |                           | archival footage(arhivska metraža) |
| 1985 | Agnes of God                          | Dr. Martha Livingston     | / |
| 1986 | The Morning After                     | Alex Sternbergen          | Nominirana za Academy Award za najboljšo igralko |
| 1989 | Old Gringo                            | Harriet Winslow           | / |
| 1990 | Stanley & Iris                        | Iris Estelle King         | / |
| 2002 | Searching for Debra Winger            | Herself(igrala samo sebe) | / |
| 2003 | V-Day: Until the Violence Stops       | Herself(igrala samo sebe) | / |
| 2005 | Monster-in-Law                        | Viola Fields              | / |
| 2007 | Georgia Rule                          | Georgia Randall           | / |